# Estación de Miyamaedaira
Miyamaedaira (宮前平駅 Miyamaedaira?)es una estación de pasajeros propiedad de la compañía Tokyu, que da servicio a la Línea Den-en-toshi. Se localiza en Kawasaki, prefectura de Kanagawa. Su código es DT13.

## Historia
En el día 1 de abril de 1966 se inaugura la estación  .
El día 31 de octubre de 2015 se instalan las puertas de andén .

## La estación

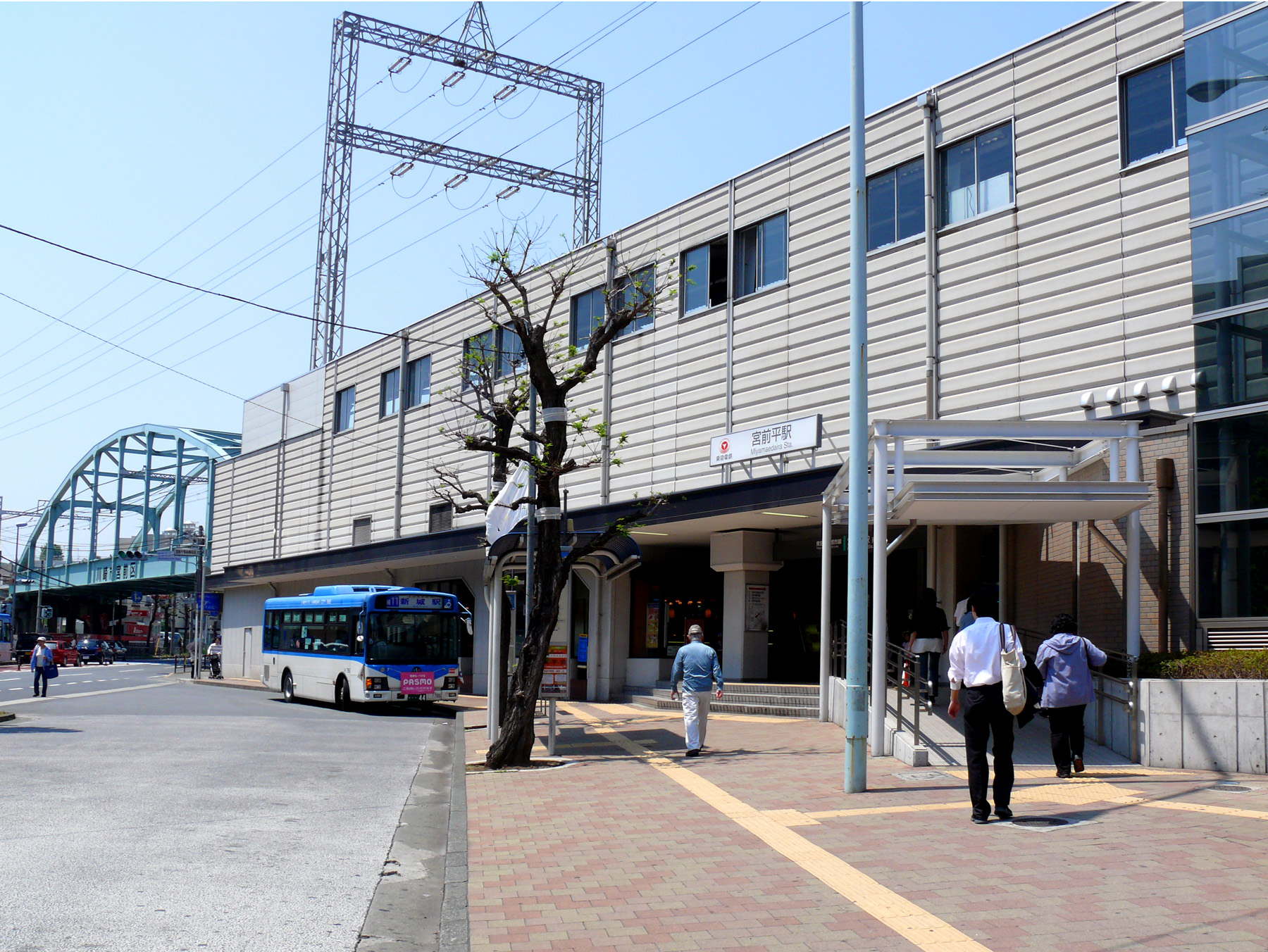
Edificio de la estación antes de la renovación (mayo de 2007)
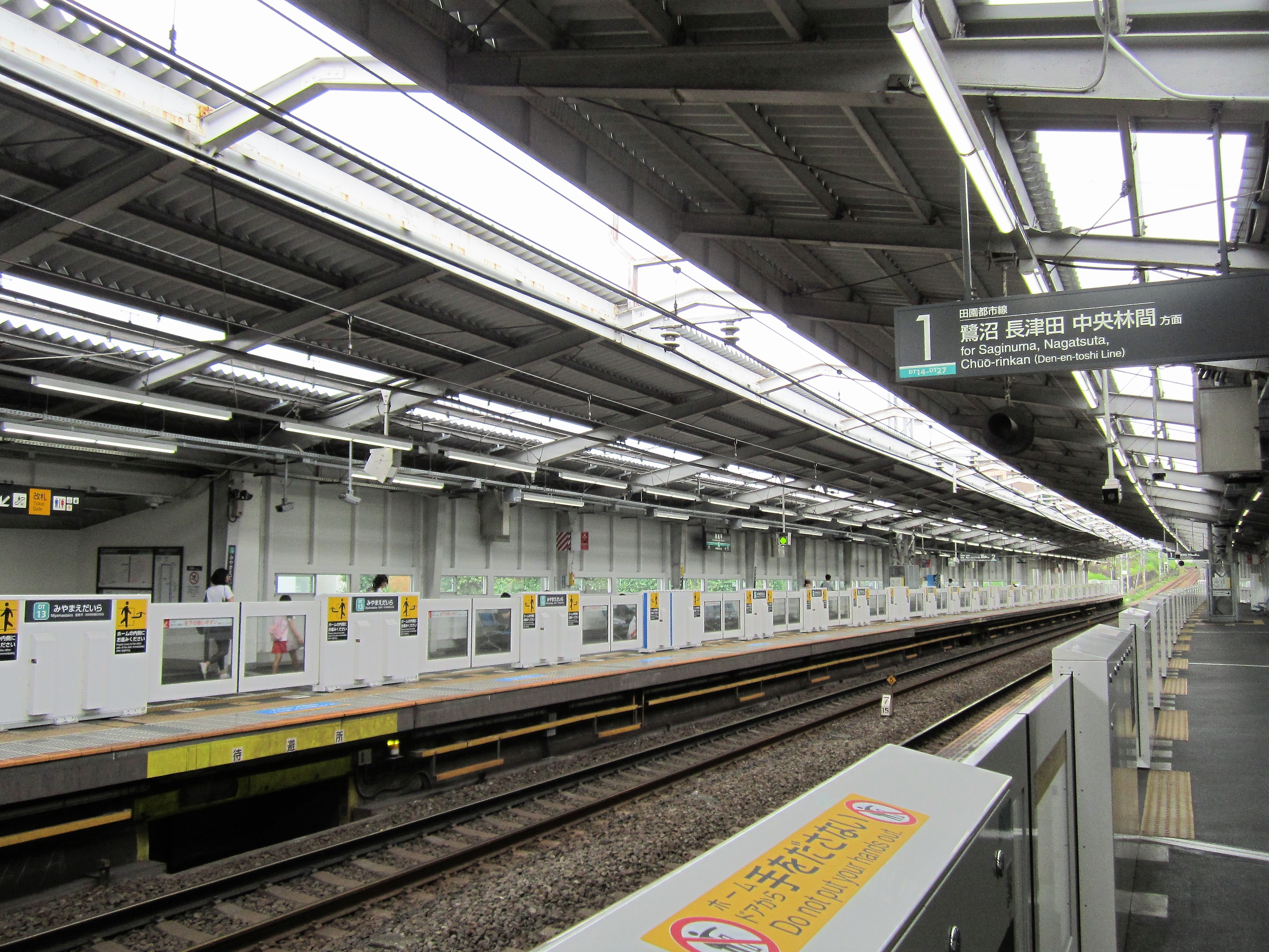
Andén (junio de 2019))

Se trata de una estación elevada con dos andenes laterales que dan servicio dos vías.

## Servicios ferroviarios
| procedencia/destino              | < estación | Línea | estación >  | destino/procedencia                 |
| -------------------------------- | ---------- | ----- | ----------- | ----------------------------------- |
| Saginuma・Nagatsuta・Chuo-rinkan | Saginuma   |       | Miyazakidai | Shibuya・Oshiage(Skytree)・Kasukabe |